# Luis Cáceres (político)
Luis Cáceres (Córdoba, 1828-1874) fue un político argentino, gobernador de la provincia de Córdoba.

## Biografía
Nació en la ciudad de Córdoba en 1828. Fueron sus padres Bernardino Cáceres y Josefa Martínez.
Estudió abogacía en la Universidad de su ciudad natal, donde sería después un eminente catedrático. Desde muy joven actuó en política, siendo diputado en el congreso de Paraná. Fue ministro durante el gobierno de Mariano Fragueiro (1858), cargo que siguió ocupando en el gobierno de Félix de la Peña (1860).
En 1861, siendo gobernador José Alejo Román, es convocado nuevamente como ministro, lo cual fue rechazado por Cáceres, quien argumentó que Román no era gobernador legalmente pues, en virtud de la Constitución provincial, le hubiera correspondido asumir la primera magistratura de Córdoba al presidente de la Cámara de Justicia. Éste era, por entonces, Juan del Campillo, quien exigió la entrega del gobierno de la provincia por parte de Román, lo cual se produjo el 16 de noviembre. Ese mismo día, Del Campillo delegó en el mismísimo Román.
El 10 de diciembre de aquel año, De la Peña es nombrado a cargo del gobierno provincial por seis días. Cáceres integró dicho gobierno como ministro general.
En la breve administración de Benigno Ocampo, en 1863, ocupó la cartera de hacienda, justicia, culto e instrucción pública.
Tras el movimiento que provocó la caída del gobernador Roque Ferreyra, dos ex ministros de éste (Cáceres, junto con Mateo Luque) se constituyeron como gobierno provisorio, convocando a una asamblea popular para la elección del nuevo gobernador. El 14 de julio de 1866, 221 ciudadanos reunidos en el Cabildo de Córdoba, ungieron al Dr. Cáceres para el mencionado cargo, venciendo con 140 votos al Dr. Luque, que obtuvo 81.
Nombró como ministro a Luque, el cual es designado interinamente el 26 de julio como gobernador. Ello se debió a que fue ese día que quedó aceptada la renuncia de Roque Ferreyra, procediéndose inmediatamente a la designación de Luque.
Cáceres fue ministro de este último, y de su sucesor, Félix de la Peña (1867).
Redactó, además, el periódico El Imparcial.
Falleció a causa de una larga enfermedad, en 1874.